# Раялампи
Ра́яла́мпи (фин. Rajalampi) — озеро на территории Лоймольского сельского поселения Суоярвского района Республики Карелия.

## Общие сведения
Площадь озера — 0,5 км². Располагается на высоте 76,0 метра над уровнем моря.
Форма озера продолговатая, вытянутая с юго-запада на северо-восток. Берега возвышенные, каменисто-песчаные.
Через озеро протекает река Уомасоя, втекая в северную оконечность озера, беря начало из озера Сяксъярви, и вытекая с северо-восточной стороны, после чего впадая в Уксунйоки.
В озере семь небольших островов, наиболее крупные из которых: Хепосаари (фин. Heposaari) и Хаутасаари (фин. Hautasaari).
Населённые пункты на озере отсутствуют.
Вдоль южного-восточного берега озера проходит трасса Р21 («Сортавала»).
Название озера переводится с финского языка как «ламбина на границе». Связано с тем, что ранее в 14 км к востоку от озера проходила Советско-финляндская граница.
Код водного объекта в государственном водном реестре — 01040300211102000014008.

## Панорама

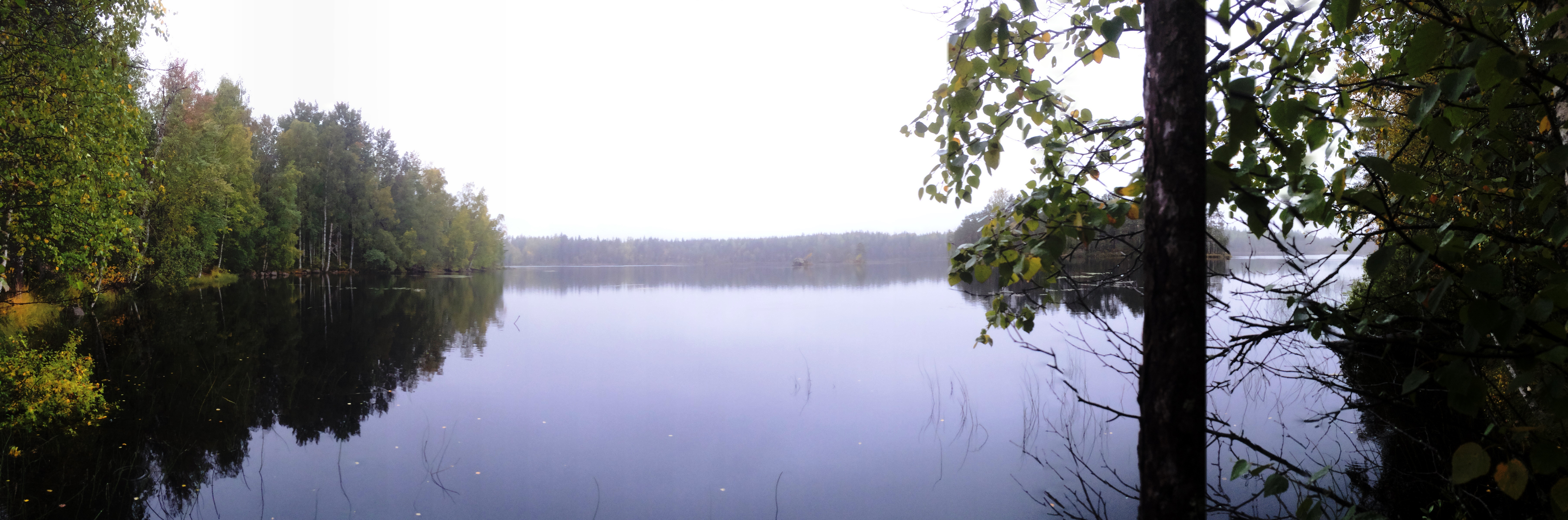
Панорама